# Carl Melles
Carl Melles, ungarisch Károly Melles (* 15. Juli 1926 in Budapest; † 25. April 2004 in Wien), war ein österreichischer Dirigent ungarischer Herkunft.

## Leben und Wirken
Carl Melles dirigierte unter anderen die Berliner Philharmoniker, die Wiener Philharmoniker und Symphoniker und das New Philharmonia Orchestra London und trat mit Solisten wie Wilhelm Kempff, Nathan Milstein, David Oistrach, Maurizio Pollini, Swjatoslaw Richter, Mstislaw Rostropowitsch und Arthur Rubinstein auf.
Neben Auftritten bei den Wiener Festwochen, den Bayreuther und Salzburger Festspielen trat Melles auch international auf, namentlich in USA, Japan und Südafrika. Ab 1996 lebte Melles aus gesundheitlichen Gründen zurückgezogen in Wien.
Aus seiner Ehe mit der Schauspielerin Judith Melles, geb. Rohonczy, stammt die Schauspielerin Sunnyi Melles. Carl Melles wurde auf dem Hietzinger Friedhof in Wien bestattet.

## Aufnahmen
Von Melles liegt eine Live-Einspielung der neun Beethoven-Sinfonien mit dem Staatsorchester Braunschweig vor, dessen Ehrendirigent er anschließend im Jahre 1995 wurde.

## Auszeichnungen
- 1995: Großes Silbernes Ehrenzeichen der Republik Österreich